# Ebba Pauli
Ebba Helena Pauli, född 12 juni 1873 i Västerhaninge, död 28 juli 1941 i Stockholm, var en socialt verksam svensk författare.

## Biografi
Ebba Pauli var dotter till kanslisekreterare Carl Gustaf Pauli och Emma Charlotta Swartling. Pauli studerade 1901–1902 vid universitetet i Lausanne. Hon blev vald till sekreterare i den första fattigvårdsutredningen 1905–1906 och var ledamot av fattigvårdslagstiftningskommittén 1907–1916 samt av Stockholms kyrkliga socialråd 1928–1932.
Pauli var med och grundade Centralförbundet för Socialt Arbete och S:t Lukasstiftelsen, samt tillsammans med Natanael Beskow Sveriges första hemgård, Birkagården, den 26 november 1912 och var därefter dess biträdande föreståndare.
Ebba Pauli tilldelades 1916 medaljen Illis Quorum. Hon var ogift.